# .hn
.hn (Honduras) é o código TLD  na Internet para a Honduras.